# Liste der Kulturdenkmale in Kiel-Suchsdorf
In der Liste der Kulturdenkmale in Kiel-Suchsdorf sind alle Kulturdenkmale des Stadtteils Suchsdorf der schleswig-holsteinischen Landeshauptstadt Kiel aufgelistet (Stand: 16. Juni 2025).
Die Bodendenkmale sind in der Liste der Bodendenkmale in Kiel aufgeführt.

## Legende
In den Spalten befinden sich folgende Informationen:
- Objekt-ID: die Nummer des Kulturdenkmales
- Lage: die Adresse des Kulturdenkmales und die geographischen Koordinaten. Kartenansicht, um Koordinaten zu setzen. In der Kartenansicht sind Kulturdenkmale ohne Koordinaten mit einem roten Marker dargestellt und können in der Karte gesetzt werden. Kulturdenkmale ohne Bild sind mit einem blauen Marker gekennzeichnet, Kulturdenkmale mit Bild mit einem grünen Marker.
- Offizielle Bezeichnung: Bezeichnung des Kulturdenkmales
- Beschreibung: die Beschreibung des Kulturdenkmales
- Bild: ein Bild des Kulturdenkmales

## Sachgesamtheiten
| Objekt-ID | Lage                                                         | Offizielle Bezeichnung        | Beschreibung | Bild |
| --------- | ------------------------------------------------------------ | ----------------------------- | --- | ---- |
| 40311     | Kanalweiche 71-73, Kanalweiche (54° 21′ 30″ N, 10° 3′ 26″ O) | Kanalweiche Kiel-Schwartenbek | Weichenwärtergewese; 1908-16, Entwurf des Reichskanalamtes; von ehem. dreiseitiger Anlage Doppelwohnhaus mit Nebengebäude erhalten, schlichte eingeschossige Backsteinbauten mit Walmdächern, zugehörig Einleitungsbauwerk mit gemauerter Bogenbrücke und Wehr sowie Gedenkstein Heinrich Loewe - Begründung: geschichtlich, technisch, Kulturlandschaft prägend - Schutzumfang: Weichenwärterwohnhaus mit Stallgebäude, Einleitungsbauwerk, Loewe-Gedenkstein | BW   |

## Bauliche Anlagen
| Objekt-ID | Lage                                             | Offizielle Bezeichnung      | Beschreibung | Bild            |
| --------- | ------------------------------------------------ | --------------------------- | --- | --------------- |
| 10586     | Alte Chaussee 40 (54° 21′ 50″ N, 10° 4′ 16″ O)   | Ausflugslokal Margaretental | Ausflugslokal Margaretental; 1925, Architekt Ludwig Stapf; eingeschossiger Backsteinbau im Heimatschutzstil, Hauptbau mit Staffelgiebeln und Stufenfriesen, Saalanbau parallel zum Kanal - Begründung: geschichtlich, künstlerisch, städtebaulich - Schutzumfang: gesamtes Objekt - Denkmaltyp: Bauliche Anlage | BW              |
| 8141      | Gut Schwartenbek (54° 21′ 22″ N, 10° 3′ 44″ O)   | Herrenhaus                  | Alteintragung (Aktualisierung vorgesehen) - Begründung: geschichtlich, künstlerisch - Schutzumfang: gesamtes Objekt - Denkmaltyp: Bauliche Anlage | Fotos hochladen |
| 11376     | Gut Schwartenbek 1 (54° 21′ 21″ N, 10° 3′ 46″ O) | Eiskeller                   | Alteintragung (Aktualisierung vorgesehen) - Begründung: geschichtlich, künstlerisch - Schutzumfang: gesamtes Objekt - Denkmaltyp: Bauliche Anlage | BW              |
| 1513      | Holmredder 144 (54° 20′ 57″ N, 10° 4′ 54″ O)     | ehem. Räucherkate           | Alteintragung (Aktualisierung vorgesehen) - Begründung: Alteintragung (Aktualisierung vorgesehen) - Schutzumfang: Alteintragung (Aktualisierung vorgesehen) - Denkmaltyp: Bauliche Anlage | Fotos hochladen |
| 11953     | Nienbrügger Weg 65 (54° 21′ 17″ N, 10° 4′ 30″ O) | Fachwerkkate                | Fachwerkkate; 1795; eingeschossiger Bau mit reetgedecktem Walmdach, Fachwerk zu Teilen durch Backstein ersetzt, inneres Hausgerüst mit Dielenstruktur, vollständigem Dachwerk und Räucherkammer überliefert - Schutzumfang: Fachwerkkate - Begründung: Geschichtlich, Städtebaulich                             | BW              |
| 11924     | Schulweg 5 (54° 21′ 25″ N, 10° 4′ 59″ O)         | Grund- und Hauptschule      | Alteintragung (Aktualisierung vorgesehen) - Begründung: geschichtlich, künstlerisch - Schutzumfang: gesamtes Objekt - Denkmaltyp: Bauliche Anlage | Fotos hochladen |

## Quelle
- Liste der Kulturdenkmale in Schleswig-Holstein – Landeshauptstadt Kiel (PDF)

- Karte mit allen Koordinaten:
- OSM |
- WikiMap